# Takako Ida
Takako Ida (jap. 井田 貴子, Ida Takako; * 13. Dezember 1972 in der Präfektur Saitama) ist eine japanische Badmintonspielerin und -trainerin.

## Karriere
Ida stammt aus der Präfektur Saitama und besuchte dort die Mittelschule Koshigaya und dann die private Sakae-Oberschule Saitama. Während dieser Zeit nahm sie 1989 an den japanischen Inter-High-Meisterschaften und Dutch Junior teil und erreichte bei beiden den 3. Platz im Einzel. Im folgenden Jahr gewann sie die Inter-High als auch die Deutschen Internationalen Juniorenmeisterschaften im Einzel. Bei letzterem erreichte sie auch den 3. Platz im Doppel. 1991 erreichte sie die japanischen Studenten-Meisterschaften im Einzel den 1. Platz, im Doppel den 2. Platz und bei den Studenten-Weltmeisterschaften den 2. Platz im Einzel und 1. Platz im Doppel. 1992 verteidigte sie ihren Titel bei den japanischen Studenten-Meisterschaften, erreichte im Doppel einen Platz niedriger.
Nach der Schule trat sie zum 1. April 1993 in das Unternehmen Sanyo ein und spielte für deren Werksteam. Bei den All-Japan-Meisterschaften in jenem Jahr 1993 erreichte sie Platz 3 im Einzel, 1994 Platz 3 im Doppel, 1995 Platz 2 im Einzel und 1996 schließlich den Meistertitel, den sie im darauffolgenden Jahr verteidigen konnte. Nach einem vergleichsweise schlechten Abschneiden 1998 erreichte sie 1999 wieder den 3. Platz.
1999 war sie auch international äußerst erfolgreich und wurde Meister im Einzel bei den Poland Open, den Giraldilla International in Kuba, den Canada Open, den Spanish International und den Scottish International. 2000 kamen die Meisterschaftserfolge bei den French Open, Chile International und den Peru International hinzu. Zudem nahm sie in diesem Jahr im Dameneinzel an Olympia teil. Sie verlor dabei nach einem Freilos in Runde eins ihr folgendes Spiel und wurde somit 17. in der Endabrechnung.
Nach ihrem Rückzug aus dem Sport wurde sie einer der Coachs des Teams (2011 gemeinsam mit San’yō Denki durch Panasonic übernommen).

## Sportliche Erfolge
| Saison | Veranstaltung                     | Disziplin   | Platz | Name       |
| ------ | --------------------------------- | ----------- | ----- | ---------- |
| 1989   | Dutch Juniors                     | Dameneinzel | 3     | Takako Ida |
| 1990   | German Juniors                    | Dameneinzel | 1     | Takako Ida |
| 1992   | Weltmeisterschaften der Studenten | Dameneinzel | 2     | Takako Ida |
| 1996   | Japan: Einzelmeisterschaften      | Dameneinzel | 1     | Takako Ida |
| 1997   | Japan: Einzelmeisterschaften      | Dameneinzel | 1     | Takako Ida |
| 1997   | Taiwan Open                       | Dameneinzel | 5     | Takako Ida |
| 1999   | Poland Open                       | Dameneinzel | 1     | Takako Ida |
| 1999   | Giraldilla International          | Dameneinzel | 1     | Takako Ida |
| 1999   | Canada International              | Dameneinzel | 1     | Takako Ida |
| 1999   | Spanish International             | Dameneinzel | 1     | Takako Ida |
| 1999   | Scottish International            | Dameneinzel | 1     | Takako Ida |
| 2000   | French Open                       | Dameneinzel | 1     | Takako Ida |
| 2000   | Chile International               | Dameneinzel | 1     | Takako Ida |
| 2000   | Peru International                | Dameneinzel | 1     | Takako Ida |
| 2000   | Olympia                           | Dameneinzel | 17    | Takako Ida |